# Barwiki
Barwiki [pronunciación en polaco: /barˈviki/] es un pueblo ubicado en el distrito administrativo de Gmina Radziłów, dentro del Condado de Grajewo, Voivodato de Podlaquia, en el norte de Polonia oriental. Se encuentra aproximadamente a 4 kilómetros al sureste de Radziłów, a 30 kilómetros al sur de Grajewo, y a 58 kilómetros al noroeste de la capital regional Białystok.